# 성당환야: 천주의 전설
《성당환야: 천주의 전설》(중국어: 盛唐幻夜, 병음: Shèng táng huàn yè 쉔탕후안예[*], An Oriental Odyssey 오리엔탈 오딧세이[*])는 2018년 방송되었던 중국의 드라마이다.

## 소개
- 태초에 탄생한 9개의 부족이 서로 싸워 그 힘을 봉인 구슬에 봉인시켰다가 다시 등장하면서 시작되는 이야기

## 등장 인물
- 우첸 - 엽원안 역
- 정예청 - 목락 역
- 장우검 - 조란지 역
- 둥치 (董琦) - 명혜 역
- 위안원캉 - 진천추 역